# Senegal op de Olympische Zomerspelen 2000
Senegal nam deel aan de Olympische Zomerspelen 2000 in Sydney, Australië. 

## Deelnemers en resultaten

### Atletiek
| Olympiër                                                  | Discipline             | Resultaat | Prestatie                                                                       |
| --------------------------------------------------------- | ---------------------- | --------- | ------------------------------------------------------------------------------- |
| Oumar Loum                                                | 200m (m)               | 20e       | serie 9: 3de in 20,87 kwartfinale 4: 5de in 20,60                               |
| Ibou Faye                                                 | 400m horden (m)        | 25e       | serie 3: 3de in 50,09                                                           |
| Ibou Faye Oumar Loum Ousmane Niang Youssoupha Sarr        | 4x00m (m)              | 12e       | serie 5: 4de in 3.02,67 halve finale 2: 7de in 3.02,94                          |
|                                                           |                        |           |                                                                                 |
| Aminata Diouf                                             | 100m (v)               | 45e       | serie 2: 5de in 11,65                                                           |
| Aïda Diop                                                 | 200m (v)               | 35e       | serie 7: 6de in 23,46                                                           |
| Amy Mbacké Thiam                                          | 400m (v)               | 12e       | serie 3: 1ste in 51,79 kwartfinale 3: 3de in 51,64 halve finale 2: 7de in 51,60 |
| Mame Tacko Diouf                                          | 400m horden (v)        | 27e       | serie 3: 6de in 58,65                                                           |
| Aïda Diop Mame Tacko Diouf Aminata Diouf Amy Mbacké Thiam | 4x400m (v)             | 13e       | serie 3: 4de in 3.28,02 (NR)                                                    |
| Kène N'Doye                                               | hink-stap-springen (v) | 14e       | kwalificatie groep A: 7de met 13,94m                                            |

### Basketbal
| Olympiër | Discipline | Resultaat | Prestatie |
| --- | ---------- | --------- | --- |
| Coumba Cissé Adama Diakhaté Khady Diop Bineta Diouf Mbarika Fall Awa Guèye Marieme Lo Mame Maty Mbengue Astou N'Diaye Fatime N'Diaye Yacine Khady Ngom Ndialou Paye | vrouwen    | 12e       | groep A: 6de V van Frankrijk: 39-75 V van Canada: 41-62 V van Brazilië: 48-82 V van Australië: 39-96 V van Slowakije: 32-68 11-12de plek: V van Nieuw-Zeeland: 69-72 |

| Groep A |           |             |             |             |            |            |            |        |
| #       | Land      | Wedstrijden | Wedstrijden | Wedstrijden | Doelpunten | Doelpunten | Doelpunten | Punten |
| #       | Land      | G           | W           | V           | V          | T          | Saldo      | Punten |
| 1       | Australië | 5           | 5           | 0           | 394        | 274        | +120       | 10     |
| 2       | Frankrijk | 5           | 4           | 1           | 338        | 287        | +51        | 9      |
| 3       | Brazilië  | 5           | 2           | 3           | 358        | 353        | +5         | 7      |
| 4       | Slowakije | 5           | 2           | 3           | 294        | 282        | +12        | 7      |
| 5       | Canada    | 5           | 2           | 3           | 313        | 317        | -4         | 7      |
| 6       | Senegal   | 5           | 0           | 5           | 199        | 383        | -184       | 5      |

| Ronde        | Datum  | Plaats        | Land  | Score   | Land |
| ------------ | ------ | ------------- | ----- | ------- | ---- |
| Groepsfase   |        |               |       |         |      |
| 16 september | Sydney | Frankrijk     | 75-39 | Senegal |      |
| 18 september | Sydney | Canada        | 62-41 | Senegal |      |
| 20 september | Sydney | Brazilië      | 82-48 | Senegal |      |
| 22 september | Sydney | Australië     | 96-39 | Senegal |      |
| 24 september | Sydney | Slowakije     | 68-32 | Senegal |      |
| 11-12de plek |        |               |       |         |      |
| 26 september | Sydney | Nieuw-Zeeland | 72-69 | Senegal |      |

### Boksen
| Olympiër     | Discipline | Resultaat | Prestatie                                                     |
| ------------ | ---------- | --------- | ------------------------------------------------------------- |
| Djibril Fall | -81kg (m)  | 17e       | 1ste ronde: V van RUS Lebziak: scheidsrechterlijke beslissing |

### Judo
| Olympiër          | Discipline | Resultaat | Prestatie                           |
| ----------------- | ---------- | --------- | ----------------------------------- |
| Adja Marieme Diop | +78kg (v)  | 19e       | 1ste ronde: V van GBR Bryant: ippon |

### Worstelen
| Olympiër      | Discipline  | Resultaat   | Prestatie                                                    |
| Vrije stijl   | Vrije stijl | Vrije stijl | Vrije stijl                                                  |
| ------------- | ----------- | ----------- | ------------------------------------------------------------ |
| Alioune Diouf | -85kg (m)   | 15e         | groep 2: 2de W van SUI Martinetti: 3-1 V van USA Burton: 0-3 |

### Zwemmen
| Olympiër     | Discipline          | Resultaat | Prestatie               |
| ------------ | ------------------- | --------- | ----------------------- |
| Malick Fall  | 100m schoolslag (m) | 62e       | serie 2: 5de in 1.08,60 |
|              |                     |           |                         |
| Zeïna Sahéli | 100m vrije slag (m) | 51e       | serie 1: 5de in 1.07,37 |

Albanië · Algerije · Amerikaanse Maagdeneilanden · Amerikaans-Samoa · Andorra · Angola · Antigua en Barbuda · Argentinië · Armenië · Aruba · Australië · Azerbeidzjan · Bahama's · Bahrein · Bangladesh · Barbados · België · Belize · Benin · Bermuda · Bhutan · Bolivia · Bosnië en Herzegovina · Botswana · Brazilië · Britse Maagdeneilanden · Brunei · Bulgarije · Burkina Faso · Burundi · Cambodja · Canada · Centraal-Afrikaanse Republiek · Chili · China · Chinees Taipei · Colombia · Comoren · Congo-Brazzaville · Congo-Kinshasa · Cookeilanden · Costa Rica · Cuba · Cyprus · Denemarken · Djibouti · Dominica · Dominicaanse Republiek · Duitsland · Ecuador · Egypte · El Salvador · Equatoriaal-Guinea · Eritrea · Estland · Ethiopië · Fiji · Filipijnen · Finland · Frankrijk · Gabon · Gambia · Georgië · Ghana · Grenada · Griekenland · Groot-Brittannië · Guam · Guatemala · Guinee · Guinee‑Bissau · Guyana · Haïti · Honduras · Hongarije · Hongkong · Ierland · IJsland · India · Indonesië · Irak · Iran · Israël · Italië · Ivoorkust · Jamaica · Japan · Jemen · Joegoslavië · Jordanië · Kaaimaneilanden · Kaapverdië · Kameroen · Kazachstan · Kenia · Kirgizië · Koeweit · Kroatië · Laos · Lesotho · Letland · Libanon · Liberia · Libië · Liechtenstein · Litouwen · Luxemburg · Macedonië · Madagaskar · Malawi · Malediven · Maleisië · Mali · Malta · Marokko · Mauritanië · Mauritius · Mexico · Micronesië · Moldavië · Monaco · Mongolië · Mozambique · Myanmar · Namibië · Nauru · Nederland · Nederlandse Antillen · Nepal · Nicaragua · Nieuw-Zeeland · Niger · Nigeria · Noord-Korea · Noorwegen · Oeganda · Oekraïne · Oezbekistan · Oman · Oostenrijk · Pakistan · Palau · Palestina · Panama · Papoea-Nieuw-Guinea · Paraguay · Peru · Polen · Portugal · Puerto Rico · Qatar · Roemenië · Rusland · Rwanda · Saint Kitts en Nevis · Saint Lucia · Saint Vincent en Grenadines · Salomonseilanden · Samoa · San Marino ·  Sao Tomé en Principe · Saoedi-Arabië · Senegal · Seychellen · Sierra Leone · Singapore · Slovenië · Slowakije · Soedan · Somalië · Spanje · Sri Lanka · Suriname · Swaziland · Syrië · Tadzjikistan · Tanzania · Thailand · Togo · Tonga · Trinidad en Tobago · Tsjaad · Tsjechië · Tunesië · Turkije · Turkmenistan · Uruguay · Vanuatu · Venezuela · Verenigde Arabische Emiraten · Verenigde Staten · Vietnam · Wit-Rusland · Zambia · Zimbabwe · Zuid-Afrika · Zuid-Korea · Zweden · Zwitserland · Individuele olympische atleten